# معركة معلولا
معركة معلولا إحدى معارك الحرب الأهلية السورية حدثت في سبتمبر 2013 عندما هاجمت قوات المعارضة معلولا وهي بلدة مسيحية سكانها ذوو أصل آرامي ويتحدثون اللغة السريانية. تقع البلدة على بعد 56 كيلومتر إلى الشمال الشرقي من دمشق وتندمج في الجبال الوعرة على ارتفاع أكثر من 1500 متر.

## الخلفية
وفقًا للمعلومات الواردة من السكان فإن تنظيم جبهة النصرة المرتبط بتنظيم القاعدة كان مقره في الجبال بالقرب من فندق سفير معلولا منذ مارس 2013. أفيد بأن الجهاديين كانوا يضايقون السكان المسيحيين منذ ذلك الحين. أفيد أيضا بأن أي من المزارعين المسيحيين لم يتمكن من الذهاب إلى المنطقة لزراعة أرضه الواقعة بالقرب من الفندق إلا إذا كان مصحوبًا بمقيم مسلم في القرية.

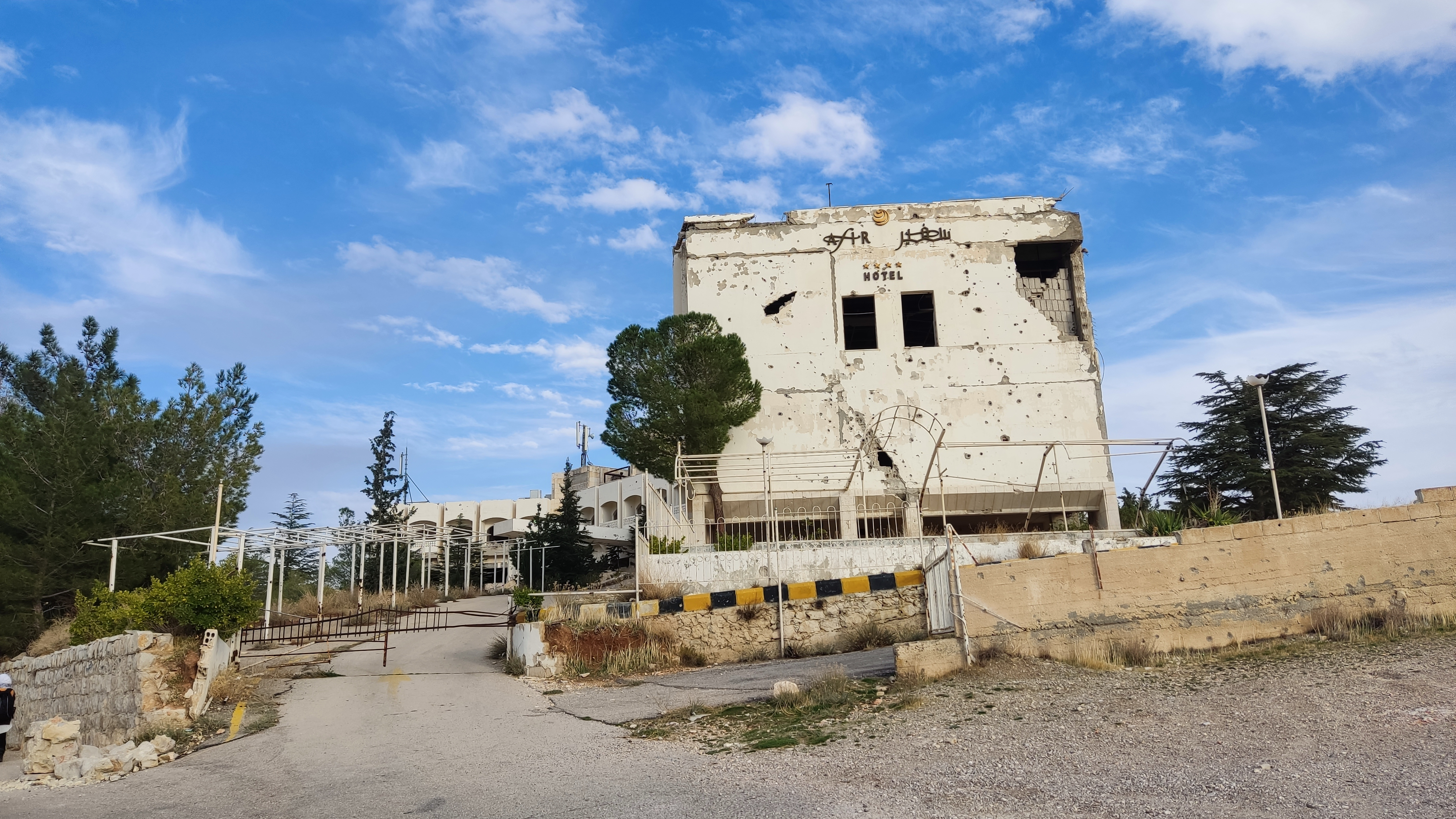
فندق سفير معلولا بعد انتهاء المعركة

## المعركة

### هجوم الجهاديين
في 4 سبتمبر انفجرت شاحنة يقودها انتحاري أردني بالقرب من حاجز للجيش السوري عند مدخل معلولا. أعطى الانفجار إشارة للهجوم. استولى الجهاديون على نقطة التفتيش مما أسفر عن مقتل ثمانية جنود وإعاقة دبابتين وفقا لمصادر المعارضة في حين قادت القوات الجوية السورية ثلاث غارات على نقطة التفتيش بعد السيطرة عليها. خلال القتال استولى الجهاديون على فندق سفير واستخدموه لإطلاق النار في اتجاه منازل البلدة أدناه. في نهاية المطاف سيطرت المعارضة على عدة أجزاء من هذه البلدة التاريخية.

### الهجوم المضاد للجيش
في 6 سبتمبر أرسل الجيش السوري تعزيزات بما في ذلك الدبابات وناقلات الجنود المدرعة لاستعادة السيطرة على أجزاء من المدينة بينما تراجعت المعارضة. عزز الجيش نقطة التفتيش التي هاجمها الانتحاري الأردني في حين اندلع القتال حول معلولا بعد انسحاب الجهاديين.
في 7 سبتمبر استؤنف القتال حول معلولا بعد أن هاجم الجيش السوري المقاتلين الجهاديين المتمركزين في فندق على تلة قريبة.

### هجوم الجهاديين الجديد

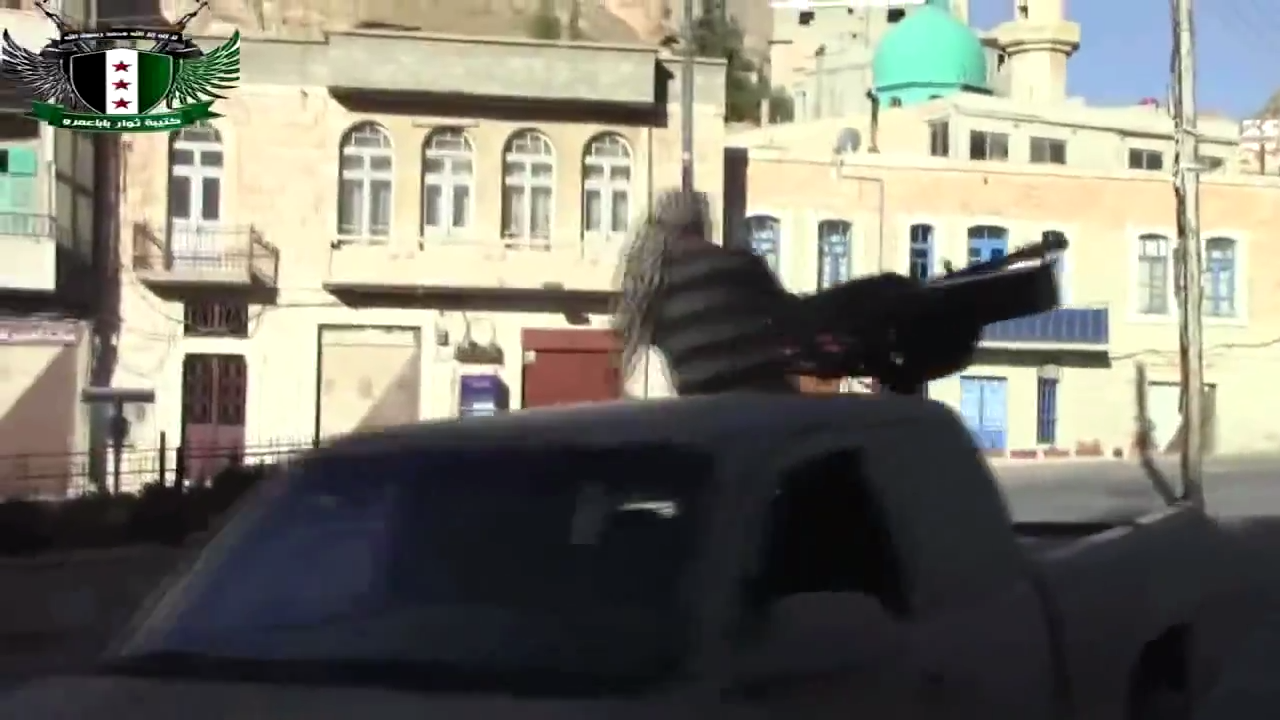
مقاتل من المعارضة يطلق النار على القوات الحكومية أثناء الهجوم الأول للمعارضة على معلولا في 4 سبتمبر.

في 8 سبتمبر أفادت التقارير بأن القوات الجهادية استعادت معلولا بعد أن تلقت تعزيزات وتمكنت من إجبار الجيش على التراجع عنها. خلال القتال قتل 18 جهاديا وجرح 100. أفاد أحد سكان بلدة معلولا أن الجهاديين هاجموا منازل مسيحية وقتلوا عدة أشخاص. كما قاموا بإشعال كنيسة ونهبوا كنيسة أخرى وهددوا العديد من القرويين المسيحيين بقطع رأسهم إذا لم يعتنقوا الإسلام. على الرغم من أن راهبة محلية تحدثت إلى بي بي سي نفت تقارير عن تحويل قسري واضطهاد المسيحيين. هرب العديد من سكان معلولا بينما رحب سكان مسلمون بدخول القوات الجهادية والمعارضة. قالت امرأة من القرية لوسائل الإعلام اللبنانية أن زوجها وهو عضو في ميليشيات المدينة كان قد قطع حلقه من قبل الجهاديين من الجيش السوري الحر. وفقا لزعيم لواء الجهاديين كان الجيش لا يزال موجودا في أحد مداخل معلولا. في نهاية فترة ما بعد الظهر قاتل الجيش وميليشيات اللجان الشعبية الجهاديين لاستعادة السيطرة على البلدة بالاشتباكات حول معلولا وفي منطقة الجرجافة المجاورة.

### الهجوم المضاد الجديد للجيش
في 9 سبتمبر شنت قوات الجيش السوري هجوما لاستعادة البلدة والمواقع التي يسيطر عليها الجهاديون في التلال المحيطة. من سكان المدينة البالغ عددهم 3,300 نسمة لم يبق سوى 50 شخصا خلال القتال وفقا لمقيم الذي طلب عدم الكشف عن هويته خوفا من الانتقام من الجهاديين. تم حرق كنيسة في الجزء الغربي من القرية. يؤكد بعض السكان أن عائلاتهم أجبروا على مغادرة المدينة من قبل الجهاديين في حين قال آخرون أن الجهاديين أجبروا أحدهم على اعتناق الإسلام تحت تهديد السلاح وأعدم آخر.
في 10 سبتمبر أعلنت القوات الجهادية انسحابها من معلولا بشرط ألا يدخل الجيش والميليشيات الموالية للحكومة المدينة. ومع ذلك في اليوم التالي لم يتراجع الجهاديون ولا يزال القتال داخل البلدة مستمرا. في وقت لاحق من اليوم استولت القوات الحكومية على أجزاء كبيرة من المدينة.
في 15 سبتمبر قام العسكريون بتأمين معلولا.

## فيما بعد
في 29 نوفمبر قام ائتلاف من المعارضة من بينهم جبهة النصرة بتجريف معلولا من التلال المحيطة بها بعد رمي الإطارات المحملة بالمتفجرات على القوات الحكومية أدناه. خلال عطلة نهاية الأسبوع اختطف جماعة من الجهاديين اثنتا عشرة راهبة من دير مار تقلا الأرثوذكس في اليونان واقتادتهن إلى بلدة يبرود الحدودية. في الوقت الذي ادعى الخاطفون أنهم لم يخطفوا الراهبات. ومع ذلك وبعد شهرين تم رهن الراهبات مقابل إطلاق سراح سجناء. يتعارض عدد السجناء المتبادلين حيث قالت الحكومة أنه تم تبادل 25 سجينا في حين ذكرت المعارضة أن العدد كان 150.
في 14 أبريل 2014 وبمساعدة حزب الله سيطر الجيش السوري مرة أخرى على معلولا. كان هذا النجاح الحكومي جزءا من سلسلة من النجاحات الأخرى في منطقة القلمون الاستراتيجية بما في ذلك الاستيلاء على معقل المعارضة السابق من يبرود في الشهر السابق.